# Campionati statunitensi di ginnastica artistica 1999
I John Hancock U.S. Gymnastics Championships sono la 37ª edizione dei Campionati statunitensi di ginnastica artistica. Si svolgono all'ARCO Arena di Sacramento, dal 26 al 28 agosto 1999.

## Accesso ai World Team Trials
Trentaquattro atleti sono stati convocati ai World Team Trials (gara che avrebbe deciso i componenti delle squadre maschili e femminili per i Mondiali 1999). Quattro di questi, per poter entrare nella squadra dei mondiali, dovettero compilare un modulo che avrebbe permesso loro di essere inseriti nella classifica dalla quale si sarebbe decisa la squadra, perché infortunati o ammalati nei giorni delle gare.

## Programma
Tutti gli orari sono in UTC-8.
| Giorno    | Ora   | Gara                             |
| --------- | ----- | -------------------------------- |
| 25 agosto | 13.00 | Prima Giornata Uomini (Junior)   |
| 25 agosto | 19.00 | Prima Giornata Uomini (Senior)   |
| 26 agosto | 13.00 | Prima Giornata Donne (Junior)    |
| 27 agosto | 19.00 | Prima Giornata Donne (Senior)    |
| 27 agosto | 19.00 | Seconda Giornata Uomini (Senior) |
| 28 agosto | 13.00 | Seconda Giornata Donne (Junior)  |
| 28 agosto | 18.00 | Seconda Giornata Donne (Senior)  |

## Podi

### Uomini Senior
| Evento                | Oro                 | Punteggio | Argento                            | Punteggio | Bronzo        | Punteggio |
| Concorso individuale  | Blaine Wilson       | 115.300   | John Roethlisberger                | 111.800   | Brett McClure | 111.500   |
| Corpo libero          | Jason Gatson        | 9.800     | Yewki Tomita                       | 9.525     | Sean Townsend | 9.500     |
| Cavallo con maniglie  | John Roethlisberger | 9.950     | Jason Gatson                       | 9.650     | Sanjuan Jones | 9.625     |
| Anelli                | Blaine Wilson       | 9.600     | John Roethlisberger Stephen McCain | 9.500     |               |           |
| Volteggio             | Guard Young         | 9.800     | Blaine Wilson                      | 9.725     | Jason Gatson  | 9.500     |
| Parallele simmetriche | Jason Gatson        | 9.950     | Blaine Wilson                      | 9.750     | Chris Young   | 9.650     |
| Sbarra                | Jamie Natalie       | 9.950     | Chris Young Douglas Stibel         | 9.900     |               |           |

### Donne Senior
| Evento                 | Oro                              | Punteggio | Argento          | Punteggio | Bronzo                        | Punteggio |
| Concorso individuale   | Kristen Maloney                  | 38.687    | Vanessa Atler    | 38.312    | Jennie Thompson               | 38.112    |
| Volteggio              | Vanessa Atler                    | 9.675     | Marline Stephens | 9.425     | Marie Fjordholm               | 9.212     |
| Parallele asimmetriche | Jamie Dantzscher Jennie Thompson | 9.675     |                  |           | Alyssa Beckerman Morgan White | 9.550     |
| Trave d'equilibrio     | Vanessa Atler                    | 9.775     | Kristen Maloney  | 9.725     | Jennie Thompson               | 9.675     |
| Corpo libero           | Elise Ray                        | 9.775     | Morgan White     | 9.650     | Monique Chang                 | 9.600     |